# Endomeliola dingleyae
Endomeliola dingleyae är en svampart som beskrevs av S. Hughes & Piroz. 1994. Endomeliola dingleyae ingår i släktet Endomeliola och familjen Meliolaceae.   Inga underarter finns listade i Catalogue of Life.